# Suchożebry (gemeente)

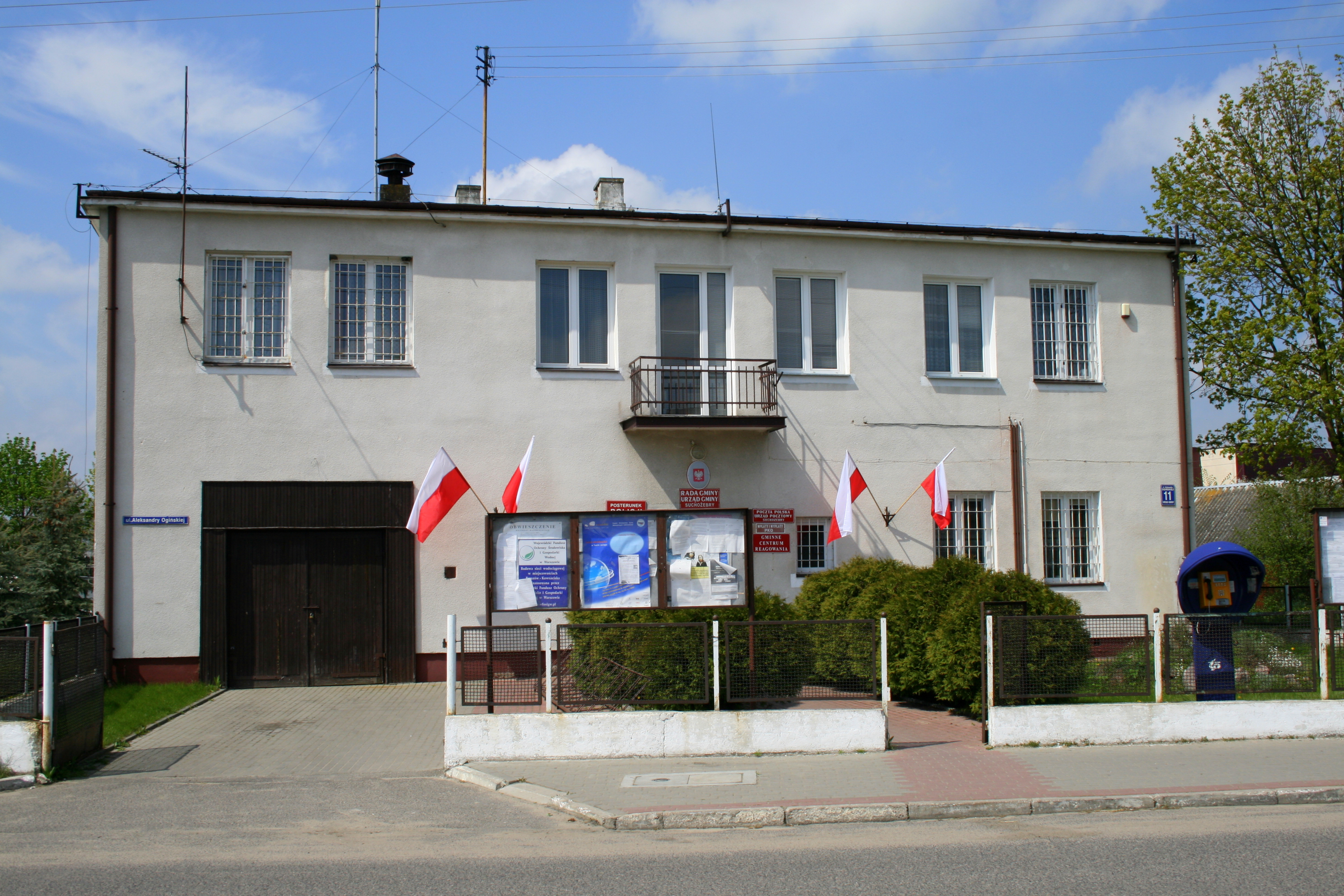
Gemeentehuis

De gemeente Suchożebry is een landgemeente in het Poolse woiwodschap Mazovië, in powiat Siedlecki.
De zetel van de gemeente is in Suchożebry.
Op 30 juni 2004 telde de gemeente 4620 inwoners.

## Oppervlakte gegevens
In 2002 bedroeg de totale oppervlakte van gemeente Suchożebry 100,71 km², waarvan:
- agrarisch gebied: 80%
- bossen: 13%

De gemeente beslaat 6,28% van de totale oppervlakte van de powiat.

## Demografie
Stand op 30 juni 2004:
| Omschrijving                   | Totaal | Totaal | Vrouwen | Vrouwen | Mannen | Mannen |
| ------------------------------ | ------ | ------ | ------- | ------- | ------ | ------ |
| eenheid                        | aantal | %      | aantal  | %       | aantal | %      |
| inwoners                       | 4620   | 100    | 2264    | 49      | 2356   | 51     |
| bevolkingsdichtheid (inw./km²) | 45,9   | 45,9   | 22,5    | 22,5    | 23,4   | 23,4   |

In 2002 bedroeg het gemiddelde inkomen per inwoner 1197,2 zł.

## Administratieve plaatsen (sołectwo)
Borki Siedleckie, Brzozów, Kopcie, Kownaciska, Krynica, Krześlin, Krześlinek, Nakory, Podnieśno, Przygody, Sosna-Kicki, Sosna-Korabie, Sosna-Kozółki, Sosna-Trojanki, Stany Duże, Stany Małe, Suchożebry, Wola Suchożebrska.

## Aangrenzende gemeenten
Bielany, Mokobody, Mordy, Paprotnia, Siedlce